# Chris Byrd
Christopher Cornelius "Chris" Byrd (n. 15 august 1970, Flint, Michigan, SUA) este un fost boxer american care a fost activ într-e 1993 și 2009. Este de două ori campion mondial la categoria grea, câștigând primul titlu WBO în anul 2000 învingându-l pe Vitali Klitschko. În prima sa apărare a titlului mai târziu în acel an, a fost învins de fratele lui Vitali, Wladimir Klitschko. În 2002, Byrd l-a învins pe Evander Holyfield câștigând titlul IBF la categoria grea. A apărat titlul de 4 ori înainte de a-l pierde în 2006 într-o revanșă cu Wladimir Klitschko. Vărul lui Byrd, Lamon Brewster, are o istorie comună cu Wladimir Klitschko: Brewster l-a învins în 2004, dar a pierdut într-un rematch din 2007.
Ca amator, Byrd a reprezentat Statele Unite la Jocurile Olimpice de vară din 1992 și a câștigat o medalie de argint la categoria mijlocie. El este, de asemenea, campion național de amatori de trei ori, câștigând titlul la categoria semimijlocie în 1989 și titlul la mijlocie în 1991 și 1992.

## Carieră profesională

### 1993–1998
Byrd a devenit profesionist pe 28 ianuarie 1993, câștigând prin KO 10 dintre primii 13 adversari ai săi.

### 1999: Byrd vs. Ibeabuchi, victorii de revenire
În 1999, seria neînvinsă a lui Byrd a ajuns la sfârșit după ce a fost învins de neînvinsul nigerian Ike Ibeabuchi.

### 2000: primul titlu mondial, împotriva fraților Klitchko
În ultima săptămână din martie 2000, lui Byrd i-sa oferit șansă de a fi înlocuitorul lui Donovan Ruddock pentru a lupta cu campionul mondial neînvins Vitali Klitschko în Berlin. Avea decât 7 zile la dispoziție pentru a se pregăti pentru meci. În meci, Byrd pierdea la puncte după 9 runde. În schimb, Klitchko s-a accidentat grav la umăr și nu a putut continua după al nouălea round. Accidentarea lui Klitchko a necesitat o intervenție chirurgicală și o pauză de 7 luni. În ciuda faptului că Klitchko era câștigătorul celor trei judecători, Byrd a fost ales câștigător prin knockout tehnic din cauza accidentării lui Vitali.
Șase luni mai târziu, Byrd s-a întors în Germania pentru a-și apăra titlul împotriva lui Wladimir Klitschko, fratele mai tânăr și mai agil a lui Vitali. Doisprezece runde mai târziu, Byrd a pierdut printr-o decizie unanimă centura WBO după ce a fost doborât de două ori.

## Rezultate în boxul profesionist
| Rez.       | La general | Adversar            | Tip | Rundă, timp   | Dată         | Locație                                                       | Note                                                         |
| ---------- | ---------- | ------------------- | --- | ------------- | ------------ | ------------------------------------------------------------- | ------------------------------------------------------------ |
| Victorie   | 41–5–1     | Matthias Sandow     | TKO | 4 (8), 1:30   | 21-03-2009   | Hanns-Martin-Schleyer-Halle, Stuttgart, Germania              |                                                              |
| Înfrângere | 40–5–1     | Shaun George        | TKO | 9 (10), 2:42  | 16-05-2008   | Thomas & Mack Center, Paradise, Nevada, U.S.                  |                                                              |
| Înfrângere | 40–4–1     | Alexander Povetkin  | TKO | 11 (12), 1:52 | 27-10-2007   | Messe, Erfurt, Germania                                       |                                                              |
| Victorie   | 40–3–1     | Paul Marinaccio     | RTD | 7 (10), 0:01  | 18-04-2007   | Clifford Park, Nassau, Bahamas                                |                                                              |
| Înfrângere | 39–3–1     | Wladimir Klitschko  | TKO | 7 (12), 0:41  | 22-04-2006   | SAP Arena, Mannheim, Germania                                 | Pierde titlul IBF heavyweight; Pentru titlul IBO heavyweight |
| Victorie   | 39–2–1     | DaVarryl Williamson | UD  | 12            | 01-10-2005   | Events Center, Reno, Nevada, U.S.                             | Păstrează titlul IBF heavyweight                             |
| Victorie   | 38–2–1     | Jameel McCline      | SD  | 12            | 13-11-2004   | Madison Square Garden, New York City, New York, U.S.          | Păstrează titlul IBF heavyweight                             |
| Egal       | 37–2–1     | Andrew Golota       | SD  | 12            | 17-04-2004   | Madison Square Garden, New York City, New York, U.S.          | Păstrează titlul IBF heavyweight                             |
| Victorie   | 37–2       | Fres Oquendo        | UD  | 12            | 20-09-2003   | Mohegan Sun Arena, Montville, Connecticut, U.S.               | Păstrează titlul IBF heavyweight                             |
| Victorie   | 36–2       | Evander Holyfield   | UD  | 12            | Dec 14, 2002 | Boardwalk Hall, Atlantic City, New Jersey, U.S.               | Câștigă titlul IBF heavyweight                               |
| Victorie   | 35–2       | Jeff Pegues         | TKO | 3 (10), 2:43  | 08-06-2002   | Soaring Eagle Casino & Resort, Mount Pleasant, Michigan, U.S. |                                                              |
| Victorie   | 34–2       | David Tua           | UD  | 12            | 18-01-2001   | Cox Pavilion, Paradise, Nevada, U.S.                          | Păstrează titlul USBA heavyweight                            |
| Victorie   | 33–2       | Maurice Harris      | UD  | 12            | 12-05-2001   | Madison Square Garden, New York City, New York, U.S.          | Câștigă titlul USBA heavyweight                              |
| Victorie   | 32–2       | David Vedder        | UD  | 10            | 19-01-2001   | Soaring Eagle Casino & Resort, Mount Pleasant, Michigan, U.S. |                                                              |
| Înfrângere | 31–2       | Wladimir Klitschko  | UD  | 12            | 14-10-2000   | Kölnarena, Köln, Germania                                     | Pierde titlul WBO heavyweight                                |
| Victorie   | 31–1       | Vitali Klitschko    | RTD | 9 (12), 3:00  | 01-04-2000   | Estrel Hotel, Berlin, Germania                                | Câștigă titlul WBO heavyweight                               |
| Victorie   | 30–1       | David Washington    | TKO | 10 (10)       | 19-01-2000   | Soaring Eagle Casino & Resort, Mount Pleasant, Michigan, U.S. |                                                              |
| Victorie   | 29–1       | Val Smith           | KO  | 2 (10), 2:39  | 22-10-1999   | Joe Louis Arena, Detroit, Michigan, U.S.                      |                                                              |
| Victorie   | 28–1       | Jose Ribalta        | RTD | 3 (10), 3:00  | 03-06-1999   | Soaring Eagle Casino & Resort, Mount Pleasant, Michigan, U.S. |                                                              |
| Victorie   | 27–1       | John Sargent        | TKO | 2 (10), 2:03  | 08-05-1999   | Silver Star Casino, Philadelphia, Mississippi, U.S.           |                                                              |
| Înfrângere | 26–1       | Ike Ibeabuchi       | TKO | 5 (10), 2:59  | 20-03-1999   | Emerald Queen Casino, Tacoma, Washington, U.S.                |                                                              |
| Victorie   | 26–0       | Ross Puritty        | UD  | 10            | 14-07-1998   | Casino Magic, Bay St. Louis, Mississippi, U.S.                |                                                              |
| Victorie   | 25–0       | Eliecer Castillo    | UD  | 10            | 30-05-1998   | Bally's Park Place, Atlantic City, New Jersey, U.S.           |                                                              |
| Victorie   | 24–0       | Derek Amos          | TKO | 6 (10)        | 28-03-1998   | Boardwalk Hall, Atlantic City, New Jersey, U.S.               |                                                              |
| Victorie   | 23–0       | Jimmy Thunder       | TKO | 9 (10), 1:07  | Dec 13, 1997 | Foxwoods Resort Casino, Ledyard, Connecticut, U.S.            |                                                              |
| Victorie   | 22–0       | Frankie Swindell    | UD  | 10            | Jun 20, 1997 | Bally's Park Place, Atlantic City, New Jersey, U.S.           |                                                              |
| Victorie   | 21–0       | Bert Cooper         | UD  | 10            | Mar 18, 1997 | IMA Sports Arena, Flint, Michigan, U.S.                       |                                                              |
| Victorie   | 20–0       | Craig Petersen      | TKO | 6 (10), 2:22  | Jan 28, 1997 | The Palace, Auburn Hills, Michigan, U.S.                      |                                                              |
| Victorie   | 19–0       | Levi Billups        | UD  | 10            | Oct 8, 1996  | IMA Sports Arena, Flint, Michigan, U.S.                       |                                                              |
| Victorie   | 18–0       | Uriah Grant         | UD  | 10            | Aug 6, 1996  | IMA Sports Arena, Flint, Michigan, U.S.                       |                                                              |
| Victorie   | 17–0       | Biko Botowamungu    | UD  | 10            | 17 mai 1996  | Stock Arena, Monroe, Michigan, U.S.                           |                                                              |
| Victorie   | 16–0       | Lionel Butler       | TKO | 8 (10), 0:57  | Apr 23, 1996 | The Palace, Auburn Hills, Michigan, U.S.                      |                                                              |
| Victorie   | 15–0       | Jeff Wooden         | UD  | 10            | Jan 30, 1996 | The Palace, Auburn Hills, Michigan, U.S.                      |                                                              |
| Victorie   | 14–0       | Phil Jackson        | UD  | 12            | Nov 21, 1996 | The Palace, Auburn Hills, Michigan, U.S.                      |                                                              |
| Victorie   | 13–0       | Nathaniel Fitch     | KO  | 7 (10)        | Oct 3, 1995  | IMA Sports Arena, Flint, Michigan, U.S.                       |                                                              |
| Victorie   | 12–0       | Tim Puller          | TKO | 5 (10), 2:55  | Jul 18, 1995 | IMA Sports Arena, Flint, Michigan, U.S.                       |                                                              |
| Victorie   | 11–0       | Arthur Williams     | SD  | 10            | 23 mai 1995  | The Palace, Auburn Hills, Michigan, U.S.                      |                                                              |
| Victorie   | 10–0       | Joel Humm           | RTD | 4 (8)         | Apr 26, 1995 | The Palace, Auburn Hills, Michigan, U.S.                      |                                                              |
| Victorie   | 9–0        | Mike Rouse          | TKO | 6 (12), 1:56  | Mar 28, 1995 | IMA Sports Arena, Flint, Michigan, U.S.                       |                                                              |
| Victorie   | 8–0        | Frankie Hines       | TKO | 2, 0:59       | Jan 1, 1995  | Virginia Beach, Virginia, U.S.                                |                                                              |
| Victorie   | 7–0        | Ron Gullette        | TKO | 5             | Nov 1, 1994  | Flint, Michigan, U.S.                                         |                                                              |
| Victorie   | 6–0        | Waxxen Fikes        | TKO | 4 (8), 2:49   | Oct 4, 1994  | The Palace, Auburn Hills, Michigan, U.S.                      |                                                              |
| Victorie   | 5–0        | Max Key             | KO  | 1             | Aug 30, 1994 | Flint, Michigan, U.S.                                         |                                                              |
| Victorie   | 4–0        | Gerard O'Neal       | TKO | 2 (6)         | Jun 7, 1994  | Flint, Michigan, U.S.                                         |                                                              |
| Victorie   | 3–0        | Exum Speight        | UD  | 6             | Mar 22, 1994 | Flint, Michigan, U.S.                                         |                                                              |
| Victorie   | 2–0        | Mike Sullivan       | TKO | 1             | 15 mai 1993  | Flint, Michigan, U.S.                                         |                                                              |
| Victorie   | 1–0        | Gary Smith          | UD  | 6             | Jan 28, 1993 | IMA Sports Arena, Flint, Michigan, U.S.                       | Professional debut                                           |